# Чемпіонат України з легкої атлетики серед юніорів 2018
Чемпіонат України з легкої атлетики серед юніорів 2018 року був проведений в період з 21 по 23 червня в Кропивницькому на стадіоні «Зірка».
Під час змагань Андрій Василевський встановив новий рекорд України серед юніорів з бігу на 110 метрів з бар'єрами (13,96).
Протягом 2018 року в різних містах України також були проведені чемпіонати України в окремих дисциплінах легкої атлетики серед юніорів:
- 16-18 лютого — зимовий чемпіонат України з легкоатлетичних метань (Мукачево)
- 10-11 березня — зимовий чемпіонат України зі спортивної ходьби (Луцьк)
- 27 травня — чемпіонат України з гірського бігу (вгору-вниз) (Яремче)
- 16 червня — чемпіонат України з гірського бігу (вгору) (Воловець)
- 16 вересня — чемпіонат України з бігу на 10 км (Львів)
- 22-23 вересня — чемпіонат України з естафетного бігу (Черкаси)
- 30 вересня — чемпіонат України з шосейного бігу на 1 милю (Чернівці)
- 26-27 жовтня — чемпіонат України з кросу (Івано-Франківськ)

## Медалісти

### Юніори
| Дисципліни                       | Золото                        | Золото      | Срібло                       | Срібло    | Бронза                   | Бронза    |
| -------------------------------- | ----------------------------- | ----------- | ---------------------------- | --------- | ------------------------ | --------- |
| 100 метрів                       | Василь Макух (Тр)             | 10,76       | Микита Сидоров (Квм)         | 11,04     | Кирило Приходько (Днц)   | 11,07     |
| 200 метрів                       | Олександр Пирогов (Днц)       | 21,63       | Олексій Сергієнко (Днц)      | 22,18     | Денис Баранов (Крв)      | 22,37     |
| 400 метрів                       | Ярослав Демченко (См)         | 47,83       | Тарас Шинкар (ІФ)            | 48,61     | Олександр Погорілко (См) | 49,42     |
| 800 метрів                       | Жоель Крістоф Перріард (Од)   | 1.55,61     | Юрій Красноокий (Днп)        | 1.55,84   | Назар Висіковський (Квм) | 1.55,86   |
| 1500 метрів                      | Максим Пантелеєв (Палій) (Кв) | 3.53,84     | Владислав Шитлюк (Вл)        | 3.54,71   | Андрій Колодистий (Рв)   | 3.56,98   |
| 5000 метрів                      | Вадим Лонський (Днц)          | 14.38,33    | Юрій Кузінський (Жт)         | 14.56,34  | Роман Зозуля (Квм)       | 15.22,57  |
| 10000 метрів                     | Роман Зозуля (Квм)            | 34.35,46    | Станислав Козак (Лв)         | 34.55,97  | Кирило Юрченко (См)      | 35.09,96  |
| 110 метрів з бар'єрами (99 см)   | Андрій Василевський (Мк)      | 13,96 NU20R | Олексій Овчаренко (Хрк)      | 14,01     | Микита Коваль (Днп)      | 15,54     |
| 400 метрів з бар'єрами (91,4 см) | Річард Жуков (MDA)            | 55,19       | Кирило Белашев (Хрк)         | 55,56     | Євген Швець (См)         | 56,90     |
| 3000 метрів з перешкодами        | Павло Білий (Рв)              | 9.24,82     | Олександр Чорнобривий (Хм)   | 9.27,07   | Роман Бондаренко (Рв)    | 9.27,95   |
| Ходьба 10000 метрів              | Віктор Кононенко (Хрк)        | 45.25,01    | Андрій Синдюк (Вл)           | 45.43,57  | Ігор Гончаренко (См)     | 46.10,66  |
| Стрибки у висоту                 | Владислав Лавський (Лв)       | 2,19 м      | Дмитро Нікітін (Жт)          | 2,16 м    | Антон Мокряк (Крв)       | 2,10 м    |
| Стрибки з жердиною               | Ілля Кравченко (Кв)           | 5,20 м      | Тарас Шевцов (Хрк)           | 5,00 м    | Артур Бортніков (Днп)    | 4,60 м    |
| Стрибки у довжину                | Андрій Авраменко (Квм)        | 7,44 м      | Даніїл Горбенко (Днц)        | 7,27 м    | Антон Копитько (Днп)     | 7,22 м    |
| Потрійний стрибок                | Артем Коноваленко (Днц)       | 15,77 м     | Артур Малишенко (Днп)        | 15,60 м   | Максим Ваняікін (Зп)     | 14,58 м   |
| Штовхання ядра (6 кг)            | Артем Левченко (Хрк)          | 18,87 м     | Олександр Романовський (Днц) | 17,04 м   | Вадим Журба (Чрн)        | 17,01 м   |
| Метання диска (1,75 кг)          | Вадим Журба (Чрн)             | 52,15 м     | Марк Кузнецов (Од)           | 50,01 м   | Антон Буян (Днп)         | 48,20 м   |
| Метання молота (6 кг)            | Михайло Кохан (Днп)           | 77,19 м     | Михайло Гаврилюк (ІФ)        | 70,22 м   | Данило Федоров (Хрс)     | 67,27 м   |
| Метання списа                    | Олексій Лепель (Кв)           | 69,92 м     | Павло Палій (Вл)             | 64,85 м   | Валентин Новіков (Од)    | 60,46 м   |
| Десятиборство                    | Руслан Касьянов (Хрк)         | 7168 очок   | Роман Войцешук (Кв)          | 6505 очок | Віталій Гаюк (Лв)        | 6257 очок |

### Юніорки
| Дисципліни                       | Золото                    | Золото    | Срібло                    | Срібло    | Бронза                    | Бронза    |
| -------------------------------- | ------------------------- | --------- | ------------------------- | --------- | ------------------------- | --------- |
| 100 метрів                       | Вікторія Ратнікова (Од)   | 11,91     | Хілал Дурмаз (TUR)        | 12,18     | Дарина Маслюк (См)        | 12,47     |
| 200 метрів                       | Тетяна Кайсен (Днп)       | 24,18     | Наталія Дишлюк (Кв)       | 24,67     | Вікторія Ратнікова (Од)   | 24,96     |
| 400 метрів                       | Тетяна Кайсен (Днп)       | 54,62     | Олена Радюк (Днц)         | 55,29     | Євгенія Мучарова (См)     | 56,33     |
| 800 метрів                       | Дар'я Вдовиченко (Хрк)    | 2.08,89   | Вікторія Ковба (Квм)      | 2.10,64   | Діана Мартинчук (Кв)      | 2.11,27   |
| 1500 метрів                      | Анастасія Кудінова (Днп)  | 4.29,65   | Вікторія Ковба (Квм)      | 4.30,83   | Юлія Романчук (Вл)        | 4.34,62   |
| 3000 метрів                      | Богдана Семьонова (Днц)   | 9.33,37   | Аліна Бощук (Квм)         | 9.46,98   | Валентина Михайлик (Чрк)  | 10.34,38  |
| 5000 метрів                      | Аліна Бощук (Квм)         | 17.20,87  | Валентина Михайлик (Чрк)  | 18.49,53  | Тамара Север'янова (Хрк)  | 19.16,98  |
| 100 метрів з бар'єрами (84 см)   | Анастасія Осокіна (Днп)   | 14,20     | Аліна Шух (Кв)            | 14,52     | Марія Джетібаєва (Рв)     | 15,37     |
| 400 метрів з бар'єрами (76,2 см) | Тетяна Безшийко (Чрк)     | 59,87     | Мар'яна Шостак (Лв)       | 1.00,08   | Марія Буряк (Кв)          | 1.00,24   |
| 3000 метрів з перешкодами        | Іванна Кух (Вл)           | 11.32,91  | Любов Север'янова (Хрк)   | 11.45,02  | Ельвіра Лашманова (Днп)   | 11.55,84  |
| Ходьба 10000 метрів              | Яна Фарина (Вл)           | 51.54,51  | Валерія Шоломіцька (Вл)   | 52.56,35  | Євгенія Сичок (Кв)        | 53.10,26  |
| Стрибки у висоту                 | Аліна Шух (Кв)            | 1,80 м    | Олександра Полтавець (Пл) | 1,75 м    | Анасія Лочман (Квм)       | 1,75 м    |
| Стрибки з жердиною               | Карина Вегнер (Вл)        | 3,40 м    | не вручалась              |           | не вручалась              |           |
| Стрибки у довжину                | Аліна Шух (Кв)            | 6,10 м    | Марія Горелова (Хрс)      | 5,94 м    | Євгенія Горбатюк (Днп)    | 5,92 м    |
| Потрійний стрибок                | Олександра Левченко (Квм) | 12,75 м   | Марія Адамчук (Днп)       | 12,21 м   | Валентина Василенко (Днп) | 12,16 м   |
| Штовхання ядра                   | Тетяна Кравченко (Кв)     | 15,12 м   | Гання Хопяк (Хрк)         | 13,87 м   | Валерія Дейкун (Хрс)      | 13,50 м   |
| Метання диска                    | Дар'я Гаркуша (Днп)       | 51,13 м   | Валерія Дейкун (Хрс)      | 44,88 м   | Катерина Мазан (Днп)      | 39,13 м   |
| Метання молота (4 кг)            | Валерія Іваненко (Днп)    | 64,89 м   | Яна Петренко (Чрк)        | 48,90 м   | Марія Арсеньєва (Днп)     | 47,79 м   |
| Метання списа                    | Аліна Шух (Кв)            | 53,64 м   | Олександра Зарицька (Кв)  | 53,28 м   | Вікторія Банира (Лв)      | 44,88 м   |
| Семиборство                      | Дар'я Діханова (Хрк)      | 5403 очки | Юлія Лобан (Чрн)          | 5004 очки | Марія Слобода (Кв)        | 4535 очок |

## Зимовий чемпіонат України з легкоатлетичних метань (юніори)
Зимовий чемпіонат України з легкоатлетичних метань серед юніорів відбувся 16-18 лютого в Мукачеві на стадіонах Спортивно-оздоровчого комплексу «Харчовик» та ДЮСШ.

### Юніори
| Дисципліни              | Золото                 | Золото  | Срібло                | Срібло  | Бронза                | Бронза  |
| ----------------------- | ---------------------- | ------- | --------------------- | ------- | --------------------- | ------- |
| Метання диска (1,75 кг) | Вадим Журба (Чрн)      | 47,59 м | Антон Буян (Днп)      | 46,46 м | Євген Максименко (См) | 42,50 м |
| Метання молота (6 кг)   | Данило Самороков (Днц) | 60,60 м | Дмитро Воробйов (Хрс) | 56,86 м | Іван Боярчук (Лг)     | 46,21 м |
| Метання списа           | Павло Палій (Вл)       | 69,70 м | Олексій Лепель (Квм)  | 63,34 м | Дмитро Кальков (Вл)   | 59,92 м |

### Юніорки
| Дисципліни     | Золото              | Золото  | Срібло                | Срібло  | Бронза                   | Бронза  |
| -------------- | ------------------- | ------- | --------------------- | ------- | ------------------------ | ------- |
| Метання диска  | Дар'я Гаркуша (Днп) | 47,03 м | Валерія Дейкун (Хрс)  | 41,91 м | Марина Костенко (Днп)    | 41,46 м |
| Метання молота | Яна Петренко (Чрк)  | 50,02 м | Анастасія Лисак (Чрк) | 48,32 м | Тетяна Волошин (Кв)      | 47,95 м |
| Метання списа  | Аліна Шух (Кв)      | 51,29 м | Вікторія Бонира (Лв)  | 45,43 м | Олександра Зарицька (Кв) | 43,61 м |

## Зимовий чемпіонат України зі спортивної ходьби (юніори)
Зимовий чемпіонат України зі спортивної ходьби серед юніорів відбувся 10-11 березня в Луцьку на шосейній трасі, прокладеній проспектом Волі.

### Юніори
| Дисципліна   | Золото                 | Золото | Срібло             | Срібло | Бронза          | Бронза |
| ------------ | ---------------------- | ------ | ------------------ | ------ | --------------- | ------ |
| Ходьба 10 км | Віктор Кононенко (Хрк) | 44.29  | Андрій Синдюк (Вл) | 44.48  | Ілля Білик (Лв) | 45.48  |

### Юніорки
| Дисципліна   | Золото          | Золото | Срібло            | Срібло | Бронза          | Бронза |
| ------------ | --------------- | ------ | ----------------- | ------ | --------------- | ------ |
| Ходьба 10 км | Яна Фарина (Вл) | 49.53  | Дарина Касян (Вл) | 51.08  | Аліна Ткач (См) | 52.33  |

## Чемпіонат України з гірського бігу (вгору-вниз) (юніори)
Чемпіонат України з гірського бігу серед юніорів (вгору-вниз) відбувся 27 травня в Яремче.

### Юніори
| Дистанція | Золото              | Золото | Срібло                | Срібло | Бронза             | Бронза |
| --------- | ------------------- | ------ | --------------------- | ------ | ------------------ | ------ |
| 8 км      | Кирило Юрченко (См) | 42.07  | Богдан Кондрашов (Мк) | 43.18  | Роман Сапович (ІФ) | 45.58  |

### Юніорки
| Дистанція | Золото                 | Золото | Срібло                   | Срібло | Бронза             | Бронза |
| --------- | ---------------------- | ------ | ------------------------ | ------ | ------------------ | ------ |
| 4 км      | Катерина Варварук (Рв) | 25.32  | Анастасія Демченко (Хрк) | 25.55  | Гутієра Круду (Мк) | 26.53  |

## Чемпіонат України з гірського бігу (вгору) (юніори)
Чемпіонат України з гірського бігу серед юніорів (вгору) відбувся 16 червня у Воловці. Спортсмени змагались на дистанції 8 км з підйомом висоти 800 м.

### Юніори
| Дистанція | Золото              | Золото | Срібло                | Срібло | Бронза          | Бронза |
| --------- | ------------------- | ------ | --------------------- | ------ | --------------- | ------ |
| 8 км      | Кирило Юрченко (См) | 35.41  | Богдан Кондрашов (Мк) | 35.42  | Павло Клим (Зк) | 36.02  |

### Юніорки
| Дистанція | Золото                | Золото | Срібло             | Срібло | Бронза                 | Бронза |
| --------- | --------------------- | ------ | ------------------ | ------ | ---------------------- | ------ |
| 8 км      | Тетяна Терещенко (Рв) | 43.58  | Мирослава Цап (Зк) | 44.43  | Катерина Варварук (Рв) | 45.39  |

## Чемпіонат України з бігу на 10 км (юніори)
Чемпіонат України з бігу на 10 кілометрів серед юніорів відбувся 16 вересня у Львові у рамках всеукраїнських змагань «Львівська десятка».

### Юніори
| Дисципліна    | Золото                   | Золото | Срібло             | Срібло | Бронза                  | Бронза |
| ------------- | ------------------------ | ------ | ------------------ | ------ | ----------------------- | ------ |
| 10 кілометрів | Андрій Краковецький (Вн) | 32.29  | Роман Зозуля (Квм) | 32.42  | Владислав Мартинюк (Хм) | 33.20  |

### Юніорки
| Дисципліна    | Золото              | Золото | Срібло                | Срібло | Бронза               | Бронза |
| ------------- | ------------------- | ------ | --------------------- | ------ | -------------------- | ------ |
| 10 кілометрів | Ірина Довгуша (Квм) | 40.36  | Аліна Іванішена (Хрс) | 41.34  | Вікторія Крисюк (ІФ) | 42.03  |

## Чемпіонат України з естафетного бігу (юніори)
Чемпіонат України з естафетного бігу серед юніорів відбувся 22-23 вересня у Черкасах на Центральному стадіоні.

### Юніори
| Дисципліна   | Золото                                                                                       | Золото  | Срібло                                                                                    | Срібло  | Бронза                                                                                    | Бронза  |
| ------------ | -------------------------------------------------------------------------------------------- | ------- | ----------------------------------------------------------------------------------------- | ------- | ----------------------------------------------------------------------------------------- | ------- |
| 4х100 метрів | Миколаївська область Іван Савченко Анатолій Щербунь Дмитро Воскобойников Андрій Василевський | 43,80   | Донецька область Володимир Турлак Олександр Пирогов Олексій Сергієнко Даніїл Горбенко     | 44,39   | Кіровоградська область Олександр Шевченко Денис Баранов Св'ятослав Денисюк Ярослав Сердюк | 44,62   |
| 4х400 метрів | Кіровоградська область Ярослав Сердюк Веніамін Кучеренко Св'ятослав Денисюк Денис Баранов    | 3.23,30 | Донецька область Данило Журавов Олександр Сосновенко Олексій Сергієнко Олександр Пирогов  | 3.25,01 | Сумська область Глеб Воблий Олександр Погорілко Владислав Нікітенко Євген Швець           | 3.29,01 |
| 4х800 метрів | Вінницька область Ілля Сидоров Вадим Підручний Ілля Сосницький Андрій Краковецький           | 8.08,89 | Житомирська область Назар Самчук Руслан Сулейманов Владислав Карбовський Віталій Остапчук | 8.22,81 | Черкаська область Олександр Агапов Дмитро Безродний Євгеній Ведула Ростислав Голубович    | 8.41,63 |

### Юніорки
| Дисципліна   | Золото                                                                                   | Золото   | Срібло                                                                                  | Срібло   | Бронза                                                                               | Бронза   |
| ------------ | ---------------------------------------------------------------------------------------- | -------- | --------------------------------------------------------------------------------------- | -------- | ------------------------------------------------------------------------------------ | -------- |
| 4х100 метрів | Дніпропетровська область Євгенія Горбатюк Дар'я Малахова Тетяна Кайсен Анастасія Осокіна | 48,46    | Черкаська область Єлізавета Пріхно Яна Чорнобай Надія Чорнобай Тетяна Безшийко          | 49,81    | Донецька область Катерина Мальцева Євгенія Коновалова Валентина Демченко Олена Радюк | 50,89    |
| 4х400 метрів | Дніпропетровська область Евеліна Заіка Анна Орлова Тетяна Кайсен Дар'я Малахова          | 3.56,96  | Донецька область Валентина Демченко Катерина Коваль Альона Зуєва Олена Радюк            | 4.02,91  | Кіровоградська область Марія Лагно Катерина Дзюбіна Дар'я Грищенко Яна Артем'єва     | 4.16,53  |
| 4х800 метрів | Вінницька область Аліна Рибянцева Олена Василенко Анна Василенко Олена Сорокендя         | 10.10,53 | Житомирська область Юлія Блага Єлізавета Дунічева Анастасія Прокопенко Софія Прокопенко | 10.33,14 | Кіровоградська область Аліна Овдійчук Яніна Саласенко Ганна Астаніна Юлія Савостіна  | 11.24,47 |

### Змішана дисципліна
| Дисципліна   | Золото                                                                           | Золото  | Срібло                                                                         | Срібло  | Бронза                                                                           | Бронза  |
| ------------ | -------------------------------------------------------------------------------- | ------- | ------------------------------------------------------------------------------ | ------- | -------------------------------------------------------------------------------- | ------- |
| 4х400 метрів | Донецька область Катерина Коваль Олена Радюк Олексій Сергієнко Олександр Пирогов | 3.42,51 | Сумська область Вікторія Луніка Анна Цибульник Євген Швець Олександр Погорілко | 3.45,16 | Кіровоградська область Марія Лагно Ярослав Сердюк Катерина Дзюбіна Денис Баранов | 3.48,27 |

## Чемпіонат України з бігу на 1 милю (юніори)
Чемпіонат України з бігу на 1 милю серед юніорів відбувся 30 вересня у Чернівцях на шосейній трасі, прокладеній центральною частиною міста.

### Юніори
| Дисципліна | Золото                | Золото | Срібло                | Срібло | Бронза                | Бронза |
| ---------- | --------------------- | ------ | --------------------- | ------ | --------------------- | ------ |
| 1 миля     | Владислав Шитлюк (Вл) | 4.58   | Роман Бондаренко (Рв) | 4.59   | Богдан Кондрашов (Мк) | 5.00   |

### Юніорки
| Дисципліна | Золото          | Золото | Срібло                 | Срібло | Бронза            | Бронза |
| ---------- | --------------- | ------ | ---------------------- | ------ | ----------------- | ------ |
| 1 миля     | Іванна Кух (Вл) | 5.59   | Дар'я Вдовиченко (Хрк) | 6.01   | Марія Чепура (Вл) | 6.02   |

## Чемпіонат України з кросу (юніори)
Чемпіонат України з легкоатлетичного кросу серед юніорів відбувся 26-27 жовтня в Івано-Франківську.

### Юніори
| Дистанція | Золото               | Золото | Срібло                   | Срібло | Бронза               | Бронза |
| --------- | -------------------- | ------ | ------------------------ | ------ | -------------------- | ------ |
| 6 км      | Вадим Лонський (Днц) | 22.45  | Андрій Краковецький (Вн) | 7.44   | Ілля Сосницький (Вн) | 7.48   |

### Юніорки
| Дистанція | Золото                  | Золото | Срібло               | Срібло | Бронза                 | Бронза |
| --------- | ----------------------- | ------ | -------------------- | ------ | ---------------------- | ------ |
| 4 км      | Богдана Семьонова (Днц) | 17.12  | Вікторія Ковба (Квм) | 18.02  | Дар'я Вдовиченко (Хрк) | 18.11  |